# Stamata Rewiti
Stamata Rewiti, także Stamatia Rewiti (gr. Σταμάτα Ρεβίθη; ur. 1866 na Siros, zm. po 10 kwietnia 1896) – Greczynka, która przebiegła dystans około 40 kilometrów podczas pierwszych nowożytnych igrzysk w Atenach w 1896.
Kobiety nie mogły uczestniczyć w pierwszych igrzyskach. Rewiti na znak protestu wobec dyskryminacji kobiet przebiegła dystans biegu maratońskiego, liczącego wówczas około 40 kilometrów. Uzyskała czas w okolicach 5 godzin i 30 minut. Rewiti miała wysłać pismo do Greckiego Komitetu Olimpijskiego z podpisami świadków, by uznano jej bieg za oficjalny. Nie przetrwał jednak żaden dokument potwierdzający jej udział w maratonie, nieznane są także jej losy po zakończeniu olimpiady.
Źródła podają także drugą kobietę, która miesiąc wcześniej miała przebiec ten sam dystans (Melpomeni). Część historyków uważa, że Melpomeni i Rewiti to ta sama osoba.

## Życiorys

### Przed igrzyskami
Stamata Rewiti urodziła się w 1866 roku na wyspie Siros. Mieszkała w Pireusie w ubóstwie, miała przynajmniej dwójkę dzieci. W czasie Świąt Bożego Narodzenia 1895 straciła swojego najstarszego syna, który miał siedem lat. Grecki historyk Atanasios Tarasulas charakteryzując jej wygląd napisał, że „była chudą blondynką z dużymi oczyma, które błagały o ucieczkę z jej nieszczęścia”. Wspominał także, że „miała trzydzieści lat, jednak wyglądała na znacznie starszą”.
Od dzieciństwa Rewiti lubiła biegi długodystansowe. W 1896 opuściła Pireus i udała się w kierunku Aten. Ze względu na brak pieniędzy do stolicy Grecji szła pieszo wraz ze swoim 17-miesięcznym dzieckiem. Po drodze spotkała młodego biegacza z Aten, który po krótkiej rozmowie z nią stwierdził (prawdopodobnie żartując), że powinna uczestniczyć w maratonie, dzięki temu zdobędzie sławę i łatwiej jej będzie o pracę. Wspomógł ją finansowo, dzięki czemu kontynuowała dalszą podróż. 

### Maraton
Przybyła do wioski Maraton dzień przed rozegraniem olimpijskich zawodów w biegu maratońskim. Przyjechała do niej wraz z siedmioma biegaczami, wzbudzając przy tym zainteresowanie u dziennikarzy i reporterów. Burmistrz Maratonu Kutsojanopulos zaprosił ją osobiście do swojego domu. Stwierdziła, że chętnie wystartuje w biegu. Wierzyła, że jest w stanie pokonać trasę olimpijską w trzy i pół godziny i pokonać wielu mężczyzn. Biegacz z Chalandri żartował, że zanim Rewiti dobiegnie do celu, to publiczności na stadionie już nie będzie. Mieszkanka Pireusu miała mu odpowiedzieć: „Nie poniżajcie nas, kobiet, kiedy wy, mężczyźni zostaliście poniżeni przez Amerykanów”. 
Przygotowywała się następnego dnia do zawodów. W godzinach porannych odwiedziła lokalnego kapłana Joanisa Weliotisa, którego prosiła o błogosławieństwo przed biegiem. Odpowiedział jej, że w nabożeństwie w cerkwi w intencji zawodników mogą wziąć udział tylko osoby oficjalnie zgłoszone do startu. Nie została dopuszczona do startu przez grono sędziowskie, oficjalnym powodem było upłynięcie czasu zgłoszenia. Zaproponowano jej bieg z amerykańskimi lekkoatletkami w Atenach w następny piątek (w rzeczywistości takiego biegu w ogóle nie było).
W sobotę 11 kwietnia postanowiła sama pobiec do Aten, wyruszyła o godzinie 8:00. Zanim jednak przystąpiła do biegu, poprosiła przedstawicieli lokalnej społeczności (w tym burmistrza, radę miejską i miejscowego nauczyciela) o podpisanie odręcznie napisanego raportu, który miał poświadczyć jej start. O 13:30 dotarła do miejsca, w którym obecnie mieści się ateński Szpital Ewangelismos. Spotkała tam kilku podoficerów, których poprosiła o podpisanie jej raportu. Następnie poinformowała ich, że zmierza do Timoleona Filimona, sekretarza generalnego Greckiego Komitetu Olimpijskiego. Zdjęła swoje drewniane pantofle i dalszą cześć drogi pobiegła boso. Jej dalsze losy są nieznane. 

### Inne
Nie tylko Rewiti próbowała wystartować w zawodach olimpijskich. Pochodzący z Liwadii ksiądz Spiridon Madzakos również podjął starania na tym polu, jednak i jego nie dopuszczono do startu (w połowie marca 1896 informował o tym ateński dziennik Estia). Ponadto synod biskupów nakazał upomnieć owego księdza.
O wyczynach greckiej biegaczki pisano w takich czasopismach jak Akropoli, Asti, Neos Aristofanes czy Atlantida (ostatnie z wymienionych było wydawane w Nowym Jorku). Wszystkie wspominały o jej przygotowaniach do igrzysk, żadne jednak nie opisuje jej dalszego życia. Nie wiadomo, czy dotarła do Filimona i czy znalazła pracę. „Stamata Rewiti zaginęła w kurzu historii” – pisał Tarasulas. 
Pierwszą kobietą, która oficjalnie przebiegła trasę maratonu, była Brytyjka Violet Percy – dokonała tego 3 października 1926 roku w czasie 3:40:22. Bieg maratoński kobiet na igrzyskach pojawił się po raz pierwszy w 1984 roku w Los Angeles. Zwyciężyła wtedy Joan Benoit z czasem 2:24:52.

## Melpomeni

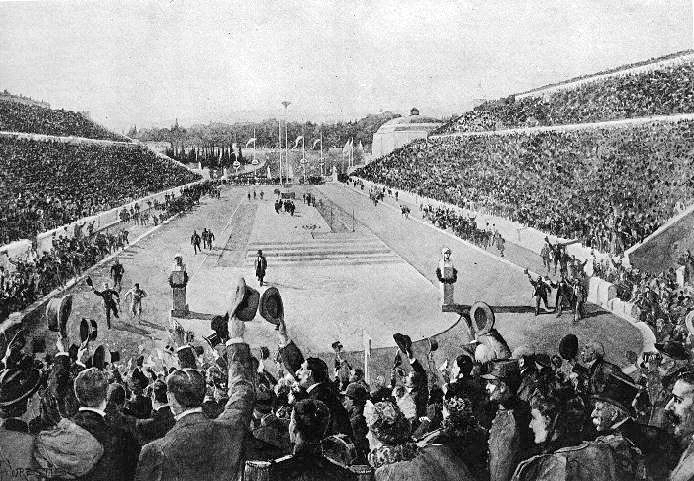
Ostatnie metry biegu maratońskiego, finiszuje Spiridon Luis

W pierwszej połowie marca 1896 roku francuskojęzyczna ateńska gazeta Messager d'Athènes relacjonowała, że „mówi się o kobiecie, która zapisała się jako uczestniczka biegu maratońskiego. W biegu próbnym, w którym uczestniczyła w czwartek, osiągnęła czas 4½ godziny na dystansie 42 km (sic!), czyli tyle, ile dzieli Maraton od Aten.” O artykule francuskiej gazety wspomniano po raz kolejny w 1927 roku w niemieckim Die Leichtathlet. W 1896 roku Węgier Ferenc Kemény, jeden z założycieli Międzynarodowego Komitetu Olimpijskiego, wspominał: „w rzeczy samej, pani Melpomeni ukończyła 40 kilometrowy maraton w czasie 4½ godziny i poprosiła komisję sędziowską o wstęp na zawody olimpijskie. Ta podobno jej odmówiła”.
Marcowy wyczyn Melpomeni został odnotowany przez wspomnianego Kemenego i Alfréda Hajósa, dwukrotnego mistrza olimpijskiego z Aten. Historyk Karl Lennartz opowiada się za wersją, jakoby Melpomeni i Stamata Rewiti były dwiema różnymi osobami. Przedstawia on następującą wersję: młoda kobieta, zwana Melpomeni, chciała przebiec bieg maratoński i pod koniec lutego lub na początku marca ukończyła go w czasie ok. czterech i pół godziny. Czasopismo Akropolis skrytykowało postawę komisji sędziowskiej, która nie uznała jej biegu. Druga kobieta, znana jako Stamata Rewiti, przebiegła trasę Maraton-Ateny 11 kwietnia w czasie pięciu i pół godziny.
Tarasulas jednak podkreśla, że żadne ówczesne doniesienia greckiej prasy nie wspominają o biegaczce o imieniu Melpomeni, za to nazwisko Stamaty Rewiti pojawia się wielokrotnie. Sugeruje on, że Melpomeni i Rewiti to ta sama osoba. Martin i Gynn twierdzą, że Rewiti była rozpoznawalną biegaczką, więc osoba, która przebiegła wcześniej dystans maratoński to właśnie ona. Ateński dziennik Estia w dniu 4 kwietnia wspomina, że „dziwna kobieta, która kilka dni temu przebiegła maraton, zamierza uczestniczyć pojutrze. Przyszła dziś do naszego biura i powiedziała: „moje buty utrudniają mi bieg, zdejmę je na trasie i pobiegnę boso””. Historyk z Grecji odnotował, że 13 marca w jednej z lokalnych gazet pojawiła się informacja, że kobieta z dzieckiem zgłosiła się do udziału w biegu maratońskim – imienia tej biegaczki nie podano. Tarasulas wysunął też hipotezę, która mówi, że „być może Rewiti miała dwa imiona, albo z nieznanych powodów nadano jej imię mitycznej Melpomene”. Cecile Houry z Uniwersytetu Miami opowiada się za wersją, jakoby Rewiti miała otrzymać przydomek Melpomeni z powodu jej feralnego finiszu. Według Houry „ukończyła tę samą trasę co mężczyźni, ale ostatnie okrążenie przebiegła wokół stadionu, gdyż nie została wpuszczona. Urzędnicy docenili jej osiągnięcia, ale nie mogli sobie przypomnieć jej imienia, więc nazwali ją Melpomeni, na cześć greckiej muzy tragedii”.